# 探偵 左文字進
『探偵 左文字進』（たんてい さもんじすすむ）は、1999年から2013年までTBS系で放送されたテレビドラマシリーズ。全16回。原作は西村京太郎で、主演は水谷豊。
放送枠は「月曜ドラマスペシャル」（第1作・第2作）、「月曜ミステリー劇場」（第3作 - 第9作）、「月曜ゴールデン」（第10作 - 第16作）。

## 概要
主人公の左文字進は西村京太郎の複数の推理小説に登場する私立探偵である。
第9作から麻生史子と矢部警部の配役が変更になった。
2011年7月18日に放送された第15作が撮影中の2011年4月25日に田中実が亡くなり、彼の遺作（テレビで最後の出演作品）となった。
原作とは、登場人物やその設定に異なる部分が多数存在する。第13作『左文字が殺人犯!?』（2009年1月5日放送）では、左文字に、現在アメリカにいる「ケン」（漢字不明）という名の双子の弟がいる、という新設定が登場した。作中で顔を見せた「弟」は真犯人が化けた偽者だったが、双子の弟がいること自体は左文字自身が認めていて、ラストで本物の弟からのエアメールが届いていた。

## キャスト

### 左文字進探偵事務所
左文字進
演 - 水谷豊
主人公。元弁護士の私立探偵。愛車はホワイトのオースチン・ミニ・クーパーS（その後、現行型に変わっている）。
史子・霧子に協力してもらい特殊メイクで別人に変装して、事件関係者からより詳しい事実を聞き出す。シリーズ後半は女装することが多い。
麻生史子
演 - さとう珠緒（第1作 - 第8作）、戸田恵子（第9作 - ）
左文字の秘書。以前はメイクアップ・ラボで働いていた。左文字からは「史ちゃん」と呼ばれている。
小日向霧子
演 - 山村紅葉（第1作・第2作・第4作 - ）
経歴：メイクアップ・ラボのオーナー
→ 特殊メイクアップアーティスト
特殊メイクで左文字を別人に変装させる。

### 警視庁捜査一課
矢部正人
演 - 益岡徹（第1作 - 第8作）、布施博（第9作 - ）
階級は警部。左文字の知り合い。第9作で香織と結婚する。
吉田徹【第2作 - 第6作は吉野刑事】
演 - 伊東孝明（旧・伊東貴明）（第2作 - ）
階級は巡査部長。ギックリ腰が持病で、犯人を逮捕し損ねた事もあった。
田沼憲
演 - 西田健（第2作 - ）
捜査一課長。左文字の大学の先輩で、左文字からは「先輩」と呼ばれている。
恐妻家でもある。西田がかつらを外して出演するようになって以降は、お忍び旅行の最中に左文字と遭遇し、かつらが外れて愛人が逃げるというシーンがある。

### ゲスト
第1作「封印された殺人」（1999年）
- 橋爪洋介（失業者） - 中西良太
- 橋爪奈緒美（橋爪の妻・歌舞伎町のホステス） - 芦川よしみ
- 容子（風俗エステ嬢・柳沼の同棲相手） - 広岡由里子
- 三神順一郎（東都医大病院 外科部長） - 篠井英介
- 柳沼孝史（フリー記者・橋爪の知り合い） - 上杉祥三
- 飲み屋のオヤジ - 渡辺哲
- 久松（神奈川県警小坪警察署 刑事） - 笹野高史
- 柳沼鈴代（柳沼の母・民宿「柳沼」元女将） - 今井和子
- 溝口（警視庁角筈警察署 刑事） - 角田英介
- 松山（警視庁角筈警察署 刑事） - 本城丸裕
- 橋爪裕太（橋爪と奈緒美の息子） - 春山幹介
- 鳴海（情報屋） - 深見亮介
- 柴田（上野知也弁護士事務所 所員） - 赤羽秀之
- 上野知也（上野知也弁護士事務所 弁護士・橋爪の大学の同期） - 神田正輝

第2作「汚れた勲章」（2000年）
- 木島直美（町田の恋人・バックダンサー） - 遠藤久美子
- 内海孝史（小暮の秘書） - 中原丈雄
- 町田亮（左文字進の知人） - 本宮泰風
- 小暮佐和子（小暮の妻・2月2日 クモ膜下出血で死亡） - 矢代京子
- 富永（週刊未来 編集部員） - 芹澤名人
- 柴田（小暮の秘書） - 青島健介
- 長嶺理一郎（山手中央病院 院長・小暮の主治医） - 山浦栄
- 木島昌也（フリージャーナリスト・直美の兄） - 岡本哲
- 石田（刑事） - 和田健一
- 溝口（刑事） - 町田政則
- 宜子（着ぐるみアルバイト） - 伊達あおい
- 恵子（着ぐるみアルバイト） - 原史奈
- 小暮啓介（代議士） - 木村元

第3作「空巣と殺人」（2001年）
- 広松旭（空き巣・殺人事件の目撃者） - 梨本謙次郎
- 広松真知子（広松の妻） - 中村久美
- 高木玲子（クラブ経営者） - 岡まゆみ
- 仁科美砂子（画廊「ART GALLERY MISA」経営者・玲子の大学の同期） - 日下由美
- 立花麻里（クラブ「Mie Bel」雇われママ） - 濱田のり子
- 桐生（神奈川県警 刑事） - 原哲男
- 前島美佳（クラブホステス・空き巣被害者） - 島田珠代
- 忍（クラブ「Mie Bel」ホステス） - 麻田かおり
- 夏美（クラブ「Mie Bel」ホステス） - 谷口智
- 亮子（画廊「ART GALLERY MISA」店員） - 雨宮梨枝
- 広松千春（広松と真知子の娘・昭和大学附属病院 入院患者） - 仲根紗央莉
- 丸山（警視庁捜査一課 刑事） - 竜川剛
- 石倉（警視庁捜査一課 刑事） - 日向勉
- 佐伯孝史（美砂子の夫・4年前死亡） - 松永久仁彦
- 食堂店員 - 三木克哉
- 神父 - トニー・セテラ
- 有坂（東京地検 検事・玲子の元夫） - 三浦浩一

第4作「殺人ツアーにようこそ」（2001年）
- 郷田百合子（岩渕徹の娘） - 細川直美
- 江藤（初島分署 巡査） - 甲本雅裕
- 村上瞳（岩渕の診療所に勤務） - 及森玲子
- 田口（初島分署 署長） - 斉藤暁
- あかり（スナックママ） - 大島蓉子
- 大塚（フロントマン） - 木村靖司
- 中野（郵便配達） - 朝倉伸二
- 国分（消防団員） - ぶっちゃあ
- 郷田一樹（百合子の夫） - 松田賢二
- 立川（修理工） - 川口真吾
- 保険外交員 - 小柳友貴美
- 若い女 - 武田まこ
- 林裕二 - 市井浩司
- 岩渕徹（初島唯一の医者） - 蟹江敬三

第5作「三人目の女」（2002年）
- 真木明菜（信太郎の後妻・秋保温泉「ホテル華乃湯」女将・本名「幸子」） - 池上季実子（幼少期：守山玲愛 / 少女期：藤井真喜子）
- 小林佳恵（偽の「真木由美子」） - 雛形あきこ（幼少期：今泉野乃香）
- 青柳（弁護士） - 佐戸井けん太
- 林田徹（「ホテル華乃湯」専務） - 重松収
- 岡田信（東都医大病院 医師・由美子の愛人） - 飯田基祐
- 伊藤美香（仙台万華鏡美術館 職員・由美子の親友） - 中野若葉
- 政子（「ホテル華乃湯」仲居頭） - 村野友美
- 真木由美子（信太郎と前妻の娘） - 及川仲
- 「ホテル華乃湯」板前 - 佐藤和久
- 冬美（「ホテル華乃湯」仲居） - つちだりか
- 夏江（「ホテル華乃湯」仲居） - 五十嵐りさ
- 「ホテル華乃湯」板前 - 廣川三憲
- 春子（「ホテル華乃湯」仲居） - 植村りんこ
- 「ホテル華乃湯」板前 - 笹川功二
- 救急隊員 - 笠松伴介
- 真木信太郎（「ホテル華乃湯」経営者） - 倉知雄平
- 不動産買収業者 - 天現寺竜、本多晋
- 川田（太陽の子供学園 園長） - 奥村公延

第6作「避暑地の殺人者」（2002年）
- 佐野直美（中谷家の家政婦） - 有森也実
- 中谷百合絵（家庭裁判所 調査官） - 秋本奈緒美
- 中谷憲吾（百合絵の夫） - 石丸謙二郎
- 神崎真一（直美の元夫） - 新藤栄作
- 田中暁子 - あいはら友子
- 及川（裁判官） - 春海四方
- 中田（家裁の書記官） - 棟里佳
- 森田茜 - 本橋いずみ
- 相田友子（元愛人） - 麻乃佳世
- 小林和夫（フリーのエンジニア） - 田中健三
- 刑事 - 吉守京太、青島健介
- 森田圭輔（茜の再婚した夫） - 藤原大輔
- 中谷理沙（中谷の娘） - 大田ななみ
- 森田祐太朗（茜の息子） - 小倉史也
- 高杉勇次、住吉世メ子、前澤有紀、中条佐栄子、松田智恵子、華岡陽子、田辺秀輝、藤村耕平、矢島拓海

第7作「失踪」（2003年）
- 吉岡千枝子（占い師） - とよた真帆
- 真田洋（美容院オーナー） - 羽場裕一
- 三沢（三鷹南警察署 警部） - 曽我廼家文童
- 井上はるみ（美加の友人） - 浜野裕子
- 加藤美加（矢部の恋人） - 西條三恵
- 老婆 - 久松夕子
- 中村（老人ホーム職員） - 中村真知子
- 夫の暴力に悩む女性 - 野沢由香里
- 藤原綾（美加の友人・会社員） - 桜庭幸子
- 米屋の主人 - 菊池康二
- FM局スタッフ - 桐島優介
- ホテル従業員 - 澤田喜代美
- 喫茶店の客 - 西村京太郎（特別出演）、堀勉
- 緒方和義 - 大塩武
- ホームレス - 掛田誠、田嶋基吉
- 緒方静江（和義の母） - 岩本多代
- 田口主将、白井圭太

第8作「鶴富姫伝説」（2003年）
- 森島みづき（高村の第1秘書） - 羽田美智子
- 坂田公一（記憶喪失の男） - ベンガル
- 川中義昭（左文字進の友人、医師） - 丹波義隆
- 南条（秘書） - 須藤正裕
- 記者 - 河西健司
- 若村（元秘書） - 梶原真弓
- 鶴富屋敷 館長 - 山田吾一
- 高村平治（代議士） - 石田太郎
- 上田和彦（商社マン、元医師） - 小川信行
- 五十嵐（医師） - 斉藤陽一郎
- 上田（上田の母） - 服部妙子
- 青木 - 仙波和之
- 山崎（院長） - 谷村好一
- 小野真由美（ホステス） - 伊藤聖子
- 患者 - 先崎啓子
- 澤田喜代美、小林美佳、深見亮介、江端英久、桐島勇介、福士茂、内山かおり、八塚さおり、笹野未奈、山ヶ城美奈子

第9作「16年目の訪問者」（2004年）
- 有森景子（写真家） - 村上里佳子（小学生：馬場梨里杏）
- 木村（横浜港警察署 刑事） - 鈴木正幸
- 牧田（堂ヶ島温泉「小松ビューホテル」従業員） - 出光元
- 香織（矢部正人の結婚相手） - 藤田佳子
- 有森由実（景子の従姉妹・16年前 転落死） - 菅野みずき（小学生：雨野美咲）
- 案内の男 - 玉川・長太
- 船り宿「みさき荘」従業員 - 伏見哲夫
- 下川（横浜港警察署 刑事・吉田徹の警察学校の同期） - 岡田太郎
- 静岡県警察南伊豆警察署石廊崎分署 署員 - みやけみつる
- 風間功臣（写真家） - 津川雅彦
- 伊豆下田教会 シスター - 泉晶子
- 飯田尚（日雇い労働者・16年前の転落事故の目撃者） - 板倉臣郎
- 堂ヶ島温泉「小松ビューホテル」仲居 - 高橋ひろ子
- 不動産屋 - 笠井一彦
- 風間写真スタジオ スタッフ - 橋本悠一郎
- 小浜雄三（ルポライター） - 春田純一
- 倉田峰（風間写真スタジオ スタッフ） - 藤森夕子

第10作「悪魔と天使」（2006年）
- 諸星万里江（クラブ「万里江」経営者） - 三浦理恵子（少女期：荒井萌 / 17歳：関谷彩花）
- 諸星一馬（万里江の夫・IT企業経営者） - 小木茂光
- 今村真帆（クラブ「万里江」ホステス・諸星の愛人） - 吉野公佳
- 折原圭子（株専門の金融屋） - 黒田福美
- 夏目勝代（夏目雅之の妻） - 日向明子
- 依田英二（二葉証券 営業課長） - 湯江健幸
- 詐欺被害者 - 真実一路
- 中島次郎（国税調査官） - 奈良坂篤
- 千葉県勝浦の住民 - 五月晴子、上杉二美、藤夏子
- 勝代に借金した男 - 安達大介
- 万里江の売春客 - 前原実
- 暴力団員 - ダイヤモンド勝田、保科光志
- 医師 - 小久保丈二
- 詐欺被害者 - 波多江清
- 別荘管理人 - 角谷栄次
- 千葉県勝浦の個人商店主人 - 鶴谷嵐

第11作「完璧な犯罪」（2007年）
- 中里普平（作曲家・本名「田中普平」） - 大鶴義丹
- 増田たえ子（高村の家政婦） - 大山のぶ代
- 田中美晴（中里の妻・椿本興産会長の孫娘） - 国分佐智子
- 仙川武志（中里の弟子） - 長谷川朝晴
- 川北（栃木県警日光東警察署 警部補） - 石井洋祐
- 上条ケイ子（中里のアシスタント） - 堀越のり
- 高村あゆみ（高村の妹・中里の元恋人・12年前死亡） - 伴杏里（小学生：笠菜月）
- 井沢邦彦（高村の秘書） - 山中崇史
- 駐禁監視員 - くわばたりえ、小原正子
- 蕎麦屋の主人と妻 - 掛田誠、大原真理子
- ジャズバー「BarBarBar」マスター - 高橋豊
- 北島（高村の隣人） - 阿部光子
- 銀座ホステス - 鈴木美恵
- 高村政夫（栃木県議会議員・田沼憲の神奈川県警時代の後輩） - 石橋凌（少年期：斎藤英幸）

第12作「凶器の隠し場所」（2008年）
- 北村勇作（彫刻家） - 佐野史郎
- 川島亜紀（川島の後妻） - 藤森夕子
- 小寺正子（銀座の画商） - 北原佐和子
- 水野夏子（モデル・15年前死亡） - 小野真弓
- 高木尚美（川島の妹・カインドカンパニー 経理） - 大沢逸美
- 井口洋平（川島の運転手） - モロ師岡
- 坂井スミ子（川島の家政婦） - 田根楽子
- 島崎鉄平（熱海市長） - せんだみつお
- 山崎男志（山崎工芸 社長） - 山上賢治
- 高木昭人（尚美の夫・カインドカンパニー 経理） - 黒須洋壬
- 岡本順一（川島の秘書） - 小島邦裕
- 夏子の元同僚 - 由夏
- 歌手 - 真由子
- 二宮美子（夏子の親友・警備員） - 竹山美子
- 美術評論家 - 野元学二
- アナウンサー - 山口竜央
- ウェイトレス - 澁谷晶己
- 戸川一也（川島と美春の息子） - 草野イニ
- 戸川美春（川島の元妻） - 新藤恵美
- 川島学（人材派遣会社「カインドカンパニー」社長） - 峰岸徹

第13作「左文字が殺人犯!?」（2009年）
- 偽左文字 - 水谷豊（二役）
- 下田夏葉（音楽家志望） - 映美くらら（幼少期：矢吹奈子 / 少女期：甘利はるな）
- 彩田一馬（ジャズバー「Orion」バーテン） - 金井勇太
- 大道寺美並（加代子の連れ子） - 橘実里
- 聖也（ホスト） - 城咲仁
- 畑八重子（アパートの大家） - 絵沢萠子
- 大道寺加代子（龍三の後妻） - 芦川よしみ
- 大道寺龍三（大道寺家当主） - 有川博
- 梶（牧師） - 品川徹
- 下田洋子（夏葉の母・20年前死亡） - 大竹奈緒子
- ホスト - 慶
- 聖也の客 - 鈴木美恵
- 警備員 - 草野イニ
- ケン（左文字進の双子の弟/少年期） - 熊谷瑠衣
- 椎谷佐兵衛（椎谷佐兵衛法律事務所 弁護士） - 笹野高史

第14作「撮影所誘拐事件」（2010年）
- 山科扶美香（女優） - 床嶋佳子
- 山科伊佐夫（扶美香の夫） - 金山一彦
- 尾上龍乃進（大部屋俳優） - RIKIYA
- 笹原邦彦（監督） - 深水三章
- 及川喬（扶美香のマネージャー） - 小林すすむ
- 椿陽子（女優） - 水町レイコ
- 佐々木宏美（扶美香の付き人・伊佐夫の愛人） - 野間れい
- 山科沙耶（扶美香の娘） - 上野楓恋
- 金山洋介（俳優） - 尾崎右宗
- 記者 - 飯野めぐみ
- 赤柿清三（扶美香の義父） - 細川俊之

第15作「長崎・軍艦島の殺意」（2011年）
- 新庄佳代子（新庄の妻） - 笛木優子
- 雨宮早苗（庄の丸酒造 従業員） - 高橋かおり
- 新庄博之（庄の丸酒造 経営者・史子の元恋人） - 田中実
- 笹木修介（5年前の宝石店強盗事件の指名手配犯） - 山中崇史
- バーテン - 小原ヒサ
- 村瀬美紀

第16作「他人になった女」（2013年）
- 三河有希子（失業者） - 酒井美紀
- 後藤由梨（千里の妹） - 藤澤恵麻（3歳：加藤桃奈）
- 石崎慎也（詐欺師） - 高杉亘
- 山中佐代子（詐欺被害者） - 斉藤こず恵
- 後藤千里（有希子のパラグライダー仲間） - 宝積有香（6歳：野邑仁衣菜）
- ホスト - 宮島朋宏
- 長野（有希子の元上司の課長） - 山岸拓生
- スーパー店員 - 中本智恵美
- リポーター - 菊池友里恵
- スーツの男 - 大久保浩
- ジャージスーツの男 - 藤原裕介

## スタッフ
- 原作 - 西村京太郎
- 脚本 - 峯尾基三、鈴木貴子、長川千佳子、上岡一美、橋本以蔵、安本莞二、土屋保文、横澤丈二
- 監督 - 井上昭、杉村六郎、松原信吾、池澤辰也
- メインテーマ - 「600万ドルの男」
作曲：オリヴァー・ネルソン、編曲：ジョン・グレゴリー
- 主題歌 - 水谷豊「エンジェルSTREET」（作詞：湯川れい子・作曲：平尾昌晃。キングレコード）
- 挿入歌 - 水谷豊「どんな時も」（キングレコード）
- 現プロデューサー - 森下和清（テレパック）、山後勝英（テレパック）
- 旧プロデューサー - 沼田通嗣（テレパック）、浅野敦也（テレパック）
- 製作 - TBS、テレパック

## 放送日程
| 話数 | 放送日         | サブタイトル         | 原作                                                    | 脚本       | 監督     | 視聴率 |
| ---- | -------------- | -------------------- | ------------------------------------------------------- | ---------- | -------- | ------ |
| 1    | 1999年11月15日 | 封印された殺人       |                                                         | 峯尾基三   | 井上昭   | 15.3%  |
| 2    | 2000年04月17日 | 汚れた勲章           |                                                         | 峯尾基三   | 井上昭   | 16.2%  |
| 3    | 2001年05月14日 | 空巣と殺人           |                                                         | 峯尾基三   | 井上昭   | 16.1%  |
| 4    | 10月15日       | 殺人ツアーにようこそ |                                                         | 鈴木貴子   | 杉村六郎 | 17.6%  |
| 5    | 2002年04月08日 | 三人目の女           | 「三人目の女」 （「十津川警部『ある女への挽歌』」所収） | 鈴木貴子   | 杉村六郎 | 15.7%  |
| 6    | 10月07日       | 避暑地の殺人者       |                                                         | 鈴木貴子   | 杉村六郎 | 17.5%  |
| 7    | 2003年04月07日 | 失踪                 | 「失踪」                                                | 長川千佳子 | 杉村六郎 | 14.6%  |
| 8    | 9月29日        | 鶴富姫伝説           |                                                         | 長川千佳子 | 杉村六郎 | 13.9%  |
| 9    | 2004年05月10日 | 16年目の訪問者       |                                                         | 上岡一美   | 杉村六郎 | 15.8%  |
| 10   | 2006年07月10日 | 悪魔と天使           |                                                         | 橋本以蔵   | 松原信吾 | 16.0%  |
| 11   | 2007年11月05日 | 完璧な犯罪           |                                                         | 安本莞二   | 池澤辰也 | 16.2%  |
| 12   | 2008年06月16日 | 凶器の隠し場所       |                                                         | 安本莞二   | 池澤辰也 | 13.1%  |
| 13   | 2009年01月05日 | 左文字が殺人犯!?     |                                                         | 橋本以蔵   | 池澤辰也 | 15.7%  |
| 14   | 2010年04月05日 | 撮影所誘拐事件       |                                                         | 橋本以蔵   | 池澤辰也 | 14.5%  |
| 15   | 2011年07月18日 | 長崎・軍艦島の殺意   |                                                         | 土屋保文   | 池澤辰也 |        |
| 16   | 2013年04月15日 | 他人になった女       |                                                         | 横澤丈二   | 池澤辰也 | 10.6%  |

- 視聴率はビデオリサーチ調べ、関東地区・世帯